# Cyclosorus callensii
Cyclosorus callensii là một loài dương xỉ trong họ Thelypteridaceae. Loài này được Alston mô tả khoa học đầu tiên năm 1956.
Danh pháp khoa học của loài này chưa được làm sáng tỏ. 